# 比利亚图尔德
比利亚图尔德，是西班牙卡斯蒂利亚-莱昂帕伦西亚省的一个市镇。 总面积26平方公里，总人口183人（2012年），人口密度7人/平方公里。